# Lista di funghi velenosi
La seguente lista di funghi velenosi include specie di funghi che sintetizzano sostanze tossiche per l'organismo umano. I sintomi che spesso si manifestano, dopo l'ingestione, possono variare da lievi malesseri gastrointestinali fino alla morte.

## Lista
| Nome scientifico                                         | Nome comune               | Distribuzione                                                                                   | Immagine                         |
| -------------------------------------------------------- | ------------------------- | ----------------------------------------------------------------------------------------------- | -------------------------------- |
| Agaricus californicus                                    |                           | Nord America                                                                                    | Agaricus californicus            |
| Agaricus hondensis                                       |                           | Nord America                                                                                    | Agaricus hondensis               |
| Agaricus menieri                                         |                           | Europa                                                                                          |                                  |
| Agaricus moelleri                                        |                           | Europa                                                                                          | Agaricus moelleri                |
| Agaricus phaeolepidotus                                  |                           | Europa                                                                                          |                                  |
| Agaricus placomyces                                      |                           | Nord America e Europa                                                                           | Agaricus placomyces              |
| Agaricus xanthodermus                                    |                           | Cosmopolita                                                                                     | Agaricus xanthodermus            |
| Amanita abrupta                                          |                           | Nord America                                                                                    | Amanita abrupta                  |
| Amanita aprica                                           |                           | Nord America                                                                                    | Amanita aprica                   |
| Amanita bisporigera                                      |                           | Stati Uniti orientali                                                                           | Amanita bisporigera              |
| Amanita boudieri                                         |                           | Europa                                                                                          | Amanita boudieri                 |
| Amanita chlorinosma                                      |                           | Stati Uniti orientali                                                                           | Amanita boudieri                 |
| Amanita citrina                                          | Tignosa paglierina        | Europa e Nord America                                                                           | Amanita citrina                  |
| Amanita cokeri                                           |                           | Nord America                                                                                    | Amanita cokeri                   |
| Amanita cothurnata                                       |                           | Nord America                                                                                    | Amanita cothurnata               |
| Amanita echinocephala                                    |                           | Europa, Asia occidentale e Nord Africa                                                          | Amanita echinocephala            |
| Amanita farinosa                                         |                           | Nord America                                                                                    | Amanita farinosa                 |
| Amanita flavorubescens                                   |                           | Nord America                                                                                    |                                  |
| Amanita gemmata                                          |                           | Europa, Nord Africa, Asia e Nord America                                                        | Amanita gemmata                  |
| Amanita gioiosa                                          |                           | Europa e Nord Africa                                                                            | Amanita gioiosa                  |
| Amanita gracilior                                        |                           | Europa                                                                                          |                                  |
| Amanita heterochroma                                     |                           | Europa e Nord Africa                                                                            |                                  |
| Amanita hongoi                                           |                           | Giappone                                                                                        |                                  |
| Amanita ibotengutake                                     |                           | Giappone                                                                                        |                                  |
| Amanita muscaria                                         | Ovolo malefico            | Cosmopolita                                                                                     | Amanita muscaria                 |
| Amanita neoovoidea                                       |                           | East Asia                                                                                       | Amanita neoovoidea               |
| Amanita pantherina                                       | Tignosa bruna             | Europa, Nord Africa, Asia orientale (a similar American species exist but is not published yet) | Amanita pantherina               |
| Amanita porphyria                                        |                           | Nord America e Europa                                                                           | Amanita porphyria                |
| Amanita pseudoporphyria                                  |                           | Asia                                                                                            | Amanita pseudoporphyria          |
| Amanita pseudoregalis                                    |                           | Europa                                                                                          |                                  |
| Amanita pseudorubescens                                  |                           | Europa                                                                                          |                                  |
| Amanita regalis                                          |                           | Europa e Alaska                                                                                 | Amanita regalis                  |
| Amanita smithiana                                        |                           | Nord America                                                                                    | Amanita smithiana                |
| Ampulloclitocybe clavipes                                |                           | Nord America e Europa                                                                           | Ampulloclitocybe clavipes        |
| Chlorophyllum molybdites                                 |                           | Cosmopolita (molto rara in Europa)                                                              | Chlorophyllum molybdites         |
| Clitocybe cerussata                                      |                           | Europa                                                                                          |                                  |
| Clitocybe dealbata                                       | Falso prugnolo            | Europa                                                                                          | Clitocybe dealbata               |
| Coprinopsis alopecia                                     |                           | Europa                                                                                          |                                  |
| Coprinopsis atramentaria                                 |                           | Nord America, Europa, Asia e Australia                                                          | Coprinopsis atramentaria         |
| Coprinopsis romagnesiana                                 |                           | Europa                                                                                          | Coprinopsis romagnesiana         |
| Cortinarius bolaris                                      |                           | Europa                                                                                          | Cortinarius bolaris              |
| Cortinarius callisteus                                   |                           | Europa                                                                                          |                                  |
| Cortinarius cinnabarinus                                 |                           | Europa                                                                                          | Cortinarius cinnabarinus         |
| Cortinarius cinnamomeofulvus                             |                           | Europa                                                                                          |                                  |
| Cortinarius cinnamomeoluteus                             |                           | Europa                                                                                          | Cortinarius cinnamomeoluteus     |
| Cortinarius cinnamomeus                                  |                           | Nord America e Europa                                                                           | Cortinarius cinnamomeus          |
| Cortinarius cruentus                                     |                           | Europa                                                                                          |                                  |
| Cortinarius gentilis                                     |                           | Europa                                                                                          | Cortinarius gentilis             |
| Cortinarius limonius                                     |                           | Nord America e Europa                                                                           | Cortinarius limonius             |
| Cortinarius malicorius                                   |                           | Europa                                                                                          | Cortinarius malicorius           |
| Cortinarius mirandus                                     |                           | Europa                                                                                          |                                  |
| Cortinarius palustris                                    |                           | Europa                                                                                          |                                  |
| Cortinarius phoeniceus                                   |                           | Europa                                                                                          | Cortinarius phoeniceus           |
| Cortinarius rubicundulus                                 |                           | Nord America e Europa                                                                           | Cortinarius rubicundulus         |
| Cortinarius smithii                                      |                           | Nord America                                                                                    | Cortinarius smithii              |
| Cudonia circinans                                        |                           | Nord America, Europa e Asia                                                                     | Cudonia circinans                |
| Gyromitra perlata                                        |                           | Nord America e Europa                                                                           | Gyromitra perlata                |
| Echinoderma asperum                                      | Mazza di tamburo squamata | Nord America Europa, Asia e Oceania                                                             | Echinoderma asperum              |
| Echinoderma calcicola                                    |                           | Europa                                                                                          |                                  |
| Entoloma albidum                                         |                           | Nord America                                                                                    |                                  |
| Entoloma rhodopolium                                     |                           | Europa e Asia                                                                                   | Entoloma rhodopolium             |
| Entoloma sinuatum                                        |                           | Nord America, Europa e Asia                                                                     | Entoloma sinuatum                |
| Hebeloma crustuliniforme                                 |                           | Nord America, Europa e Australia                                                                | Hebeloma crustuliniforme         |
| Hebeloma sinapizans                                      |                           | Nord America e Europa                                                                           | Hebeloma sinapizans              |
| Helvella crispa                                          |                           | Europa                                                                                          | Helvella crispa                  |
| Helvella dryophila                                       |                           | Nord America                                                                                    | Helvella dryophila               |
| Helvella lactea                                          |                           | Nord America e Europa                                                                           | Helvella lactea                  |
| Helvella lacunosa                                        |                           | Cosmopolita                                                                                     | Helvella lacunosa                |
| Helvella vespertina                                      |                           | Nord America                                                                                    | Helvella vesepertina             |
| Hapalopilus nidulans                                     |                           | Cosmopolita (eccetto Sud America)                                                               | Hapalopilus rutilans             |
| Hypholoma fasciculare                                    | Falso chiodino            | Cosmopolita                                                                                     | Hypholoma fasciculare            |
| Hypholoma lateritium                                     |                           | Nord America, Europa e Asia                                                                     | Hypholoma lateritium             |
| Hypholoma marginatum                                     |                           | Europa                                                                                          | Hypholoma marginatum             |
| Hypholoma radicosum                                      |                           | Europa                                                                                          | Hypholoma radicosum              |
| Imperator rhodopurpureus                                 |                           | Europa                                                                                          | Imperator rhodopurpureus         |
| Imperator torosus                                        |                           | Europa                                                                                          | Imperator torosus                |
| Inocybe fibrosa                                          |                           | Europa                                                                                          | Inocybe fibrosa                  |
| Inocybe geophylla                                        |                           | Nord America e Europa                                                                           | Inocybe geophylla var. geophylla |
| Inocybe hystrix                                          |                           | Nord America, America centrale e Europa                                                         | Inocybe hystrix                  |
| Inocybe lacera                                           |                           | Nord America e Europa                                                                           | Inocybe lacera                   |
| Inocybe lilacina                                         |                           | Nord America                                                                                    | Inocybe geophylla var. lilacina  |
| Inocybe sublilacina                                      |                           | Nord America, Europa                                                                            |                                  |
| Inocybe rimosa                                           |                           | Europa e Asia                                                                                   | Inocybe rimosa                   |
| Inocybe sambucina                                        |                           | Europa                                                                                          |                                  |
| Lactarius torminosus                                     |                           | Nord America, Europa, Asia e Nord Africa                                                        | Lactarius torminosus             |
| Leucocoprinus birnbaumii                                 |                           | Stati Uniti orientali                                                                           |                                  |
| Mycena diosma                                            |                           | Europa                                                                                          | Mycena diosma                    |
| Mycena pelianthina                                       |                           | Norvegia                                                                                        |                                  |
| Mycena pura                                              |                           | Europa                                                                                          | Mycena pura                      |
| Mycena rosea                                             |                           | Europa                                                                                          | Mycena rosea                     |
| Panaeolus cinctulus                                      |                           | Nord America, Europa, Africa e Australia                                                        | Panaeolus cinctulus              |
| Psilocybe semilanceata                                   | Fungo magico              | America, Europa, Asia e Oceania                                                                 | Psilocybe semilanceata           |
| Omphalotus illudens                                      |                           | Nord America e Europa                                                                           | Omphalotus illudens              |
| Omphalotus japonicus                                     |                           | Asia                                                                                            | Omphalotus japonicus             |
| Omphalotus nidiformis                                    |                           | Oceania e India                                                                                 | Omphalotus nidiformis            |
| Omphalotus olearius                                      | Fungo dell'olivo          | Europa                                                                                          | Omphalorus olearius              |
| Omphalotus olivascens                                    |                           | America                                                                                         | Omphalotus olivascens            |
| Paralepistopsis acromelalga                              |                           | Giappone                                                                                        |                                  |
| Paralepistopsis amoenolens                               |                           | Nord Africa e Europa                                                                            | Omphalotus olivascens            |
| Pholiotina rugosa                                        |                           | Nord America, Europa e Asia                                                                     | Pholiotina rugosa                |
| Ramaria formosa                                          |                           | Nord America, Europa e Asia                                                                     | Ramaria formosa                  |
| Ramaria neoformosa                                       |                           | Europa                                                                                          | Ramaria neoformosa               |
| Ramaria pallida                                          | Ditola pallida            | Nord America e Europa                                                                           | Ramaria pallida                  |
| Rubroboletus legaliae                                    |                           | Europa                                                                                          | Rubroboletus legaliae            |
| Rubroboletus lupinus                                     | Boleto dei lupi           | Europa                                                                                          | Rubroboletus lupinus             |
| Rubroboletus pulcherrimus                                |                           | Nord America                                                                                    | Rubroboletus pulcherrimus        |
| Rubroboletus satanas                                     | Porcino malefico          | Europa                                                                                          | Rubroboletus satanas             |
| Russula emetica                                          | Colombina rossa           | Nord America, Europa, Nord Africa e Asia                                                        | Russula emetica                  |
| Russula subnigricans                                     |                           |                                                                                                 |                                  |
| Sarcosphaera coronaria                                   |                           | Nord America, Europa, Nord Africa e Asia                                                        | Sarcosphaera coronaria           |
| Scleroderma citrinum                                     |                           | Nord America, Europa e Asia                                                                     | Scleroderma citrinum             |
| Tricholoma equestre                                      |                           | Europa                                                                                          | Tricholoma equestre              |
| Tricholoma pardinum                                      |                           | Nord America, Europa e Asia                                                                     | Tricholoma pardinum              |
| Tricholoma muscarium                                     |                           | Giappone                                                                                        |                                  |
| Trogia venenata                                          |                           | Cina                                                                                            |                                  |
| Turbinellus floccosus                                    |                           | Nord America e Asia orientale                                                                   | Turbinellus floccosus            |
| Turbinellus kauffmanii                                   |                           | Nord America                                                                                    | Turbinellus kauffmanii           |
| Rubroboletus pulcherrimus Fr.                            |                           | Nord America                                                                                    |                                  |
| Entoloma sinuatum (Bull.) P. Kumm.                       |                           | Nord America, Europa                                                                            |                                  |
| Hypholoma fasciculare (Huds.:Fr.) P. Kumm.               |                           | Nord America                                                                                    |                                  |
| Lactarius torminosus (Schaeff.) Gray                     |                           | Nordern Europa                                                                                  |                                  |
| Omphalotus illudens (Schwein.) Bresinsky & Besl          |                           | Nord America                                                                                    |                                  |
| Omphalotus japonicus (Kawam.) Kirchm. & O.K.Mill. (2002) |                           | Giappone                                                                                        |                                  |
| Pleurocybella porrigens                                  |                           | Nord America, Europa e Asia                                                                     |                                  |
| Russula subnigricans Hongo                               |                           | Cosmopolita                                                                                     |                                  |
| Tricholoma equestre (L.) P. Kumm.                        |                           | Cosmopolita                                                                                     |                                  |
| Amanita arocheae Tulloss, Ovrebo & Halling               |                           | Messico                                                                                         |                                  |
| Amanita bisporigera G. F. Atk.                           |                           | Nord America orientale                                                                          |                                  |
| Amanita exitialis Zhu L. Yang & T.H. Li                  |                           | Cina, India                                                                                     |                                  |
| Amanita fuliginea Hongo                                  |                           | Cina                                                                                            |                                  |
| Amanita magnivelaris Peck                                |                           | America                                                                                         |                                  |
| Amanita ocreata Peck                                     |                           | Nord America                                                                                    |                                  |
| Amanita phalloides (Vaill. ex Fr.) Link                  | Tignosa verdognola        | Europa, Nord Africa, Nord America, Australia, Nuova Zelanda                                     |                                  |
| Amanita smithiana Bas                                    |                           | Giappone e Nord America                                                                         |                                  |
| Amanita sphaerobulbosa Hongo                             |                           | Asia orientale                                                                                  |                                  |
| Amanita subpallidorosea Qing Cai, Zhu L. Yang & Y.Y. Cui |                           | Cina                                                                                            |                                  |
| Amanita subjunquillea S. Imai                            |                           | Asia orientale, Giappone, India                                                                 |                                  |
| Amanita verna (Bull.: Fr.) Lam.                          | Tignosa di primavera      | Europa                                                                                          |                                  |
| Amanita virosa (Fr.) Bertillon                           | Angelo della morte        | Europa                                                                                          |                                  |
| Claviceps purpurea                                       | Segale cornuta            | Cosmopolita                                                                                     |                                  |
| Clitocybe dealbata (Sowerby) Gillet                      |                           | Europa, Nord America                                                                            |                                  |
| Clitocybe rivulosa (Pers.) P. Kumm.                      |                           | Europa, Nord America                                                                            |                                  |
| Cortinarius orellanus Fries                              |                           | Nord Europa                                                                                     |                                  |
| Cortinarius rubellus Cooke                               |                           | Nord Europa                                                                                     |                                  |
| Cortinarius eartoxicus Gasparini                         |                           | Tasmania                                                                                        |                                  |
| Cortinarius splendens Rob. Henry                         |                           |                                                                                                 |                                  |
| Galerina marginata (Batsch) Kühner                       |                           | Cosmopolita                                                                                     |                                  |
| Galerina sulciceps (Batsch) Kühner                       |                           | Indonesia                                                                                       |                                  |
| Gyromitra esculenta (Pers. ex Pers.) Fr.                 | Spugnola falsa            | Emisfero settentrionale                                                                         |                                  |
| Inosperma erubescens (A. Blytt) Matheny & Esteve-Rav.    |                           | Europa                                                                                          |                                  |
| Lepiota brunneoincarnata Chodat & C. Martín              |                           | Europa                                                                                          |                                  |
| Lepiota brunneolilacea Bon & Boiffard                    |                           | Europa occidentale                                                                              |                                  |
| Lepiota castanea Quél                                    |                           | Europa                                                                                          |                                  |
| Lepiota helveola Bres.                                   |                           | Europa                                                                                          |                                  |
| Lepiota subincarnata                                     |                           | Asia, Europa, e Nord America                                                                    |                                  |
| Pholiotina rugosa (Peck) Singer                          |                           | Nord America, Europa e Asia                                                                     |                                  |
| Podostroma cornu-damae (Patouillard) Hongo & Izawa       |                           | Giappone, Corea del Sud, Papua Nuova Guinea, Australia                                          |                                  |
| Paxillus involutus (Batsch ex Fr.) Fr.                   |                           | Europa e Nord America                                                                           |                                  |
| Trogia venenata Zhu L.Yang, Y.C.Li & L.P.Tang            |                           | Yunnan, Cina                                                                                    |                                  |